# Homoneura trispina
Homoneura trispina är en tvåvingeart som beskrevs av Malloch 1927. Homoneura trispina ingår i släktet Homoneura och familjen lövflugor. Inga underarter finns listade i Catalogue of Life.